# Zanessa
Zanessa is een geslacht van wantsen uit de familie van de Miridae (Blindwantsen). Het geslacht werd voor het eerst wetenschappelijk beschreven door George Willis Kirkaldy in 1902.

## Soorten
Het genus bevat de volgende soorten:

- Zanessa flavolineatum (Reuter, 1904)
- Zanessa lineatus (Poppius, 1915)
- Zanessa nigritarse (Poppius, 1915)
- Zanessa pictulifer (Walker, 1873)
- Zanessa rhinoceros (Poppius, 1915)
- Zanessa rubrovariegata Kirkaldy, 1902